# Långasjönäs naturreservat
Långasjönäs är ett naturreservat i Asarums socken i Karlshamns kommun i Blekinge. Det är beläget på östra sidan om Långasjön.
Naturreservatet är ett större skogsomåde med sjöar, där man inplanterat ädelfisk. Övriga sjöar i och invid reservatet är Stora Kroksjön, Lilla Kroksjön, Björkesjön, Brogylet, Bredagyl, Kroksjögyl, Agnegylet, Långagylet och Gäddagylet.
Här finns även ruinerna efter Långasjönäs pappersbruk, grundat på 1700-talet och i drift fram till 1919, då det förstördes av en brand.
Vid Långasjönäs finns även bad, campingplats och en stugby.